# 붉은뺨날다람쥐
붉은뺨날다람쥐(Hylopetes spadiceus)는 다람쥐과에 속하는 설치류이다. 인도네시아와 말레이시아, 미얀마, 싱가포르, 태국, 베트남에서 발견된다.

## 아종
2종의 아종이 알려져 있다.
- Hylopetes spadiceus spadiceus
- Hylopetes spadiceus caroli